# Camponotus pictipes
Camponotus pictipes är en myrart som beskrevs av Auguste-Henri Forel 1891. Camponotus pictipes ingår i släktet hästmyror, och familjen myror. Inga underarter finns listade.

## Bildgalleri

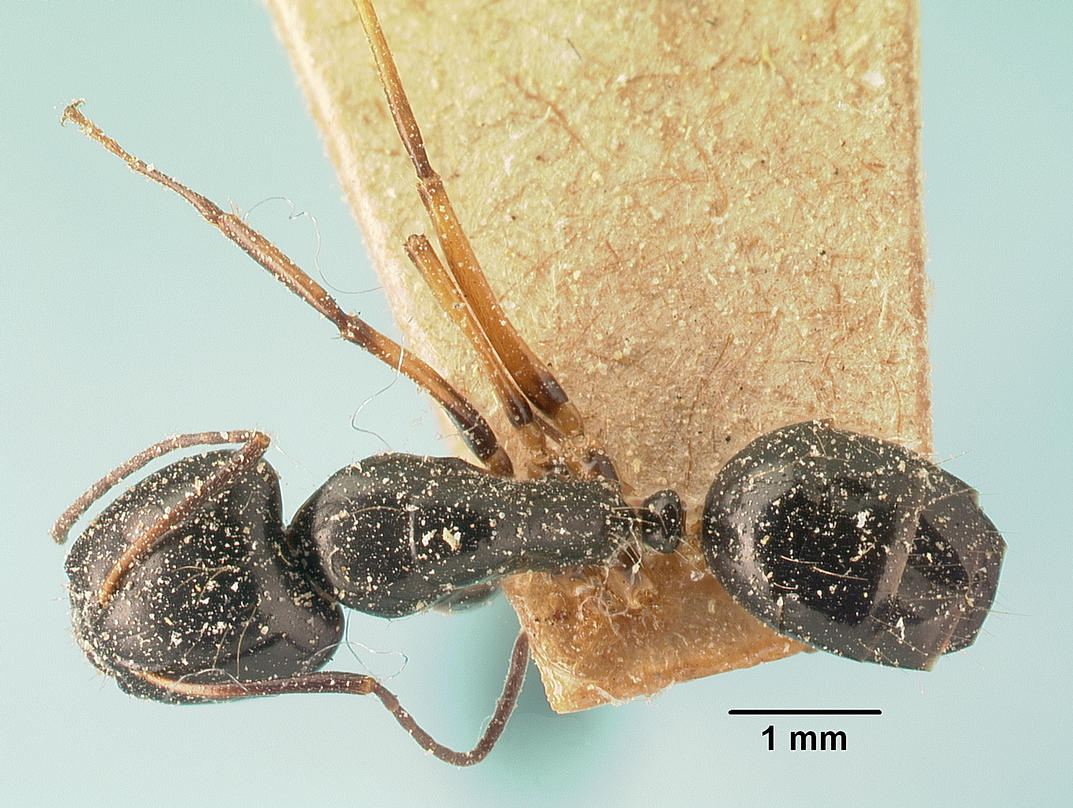
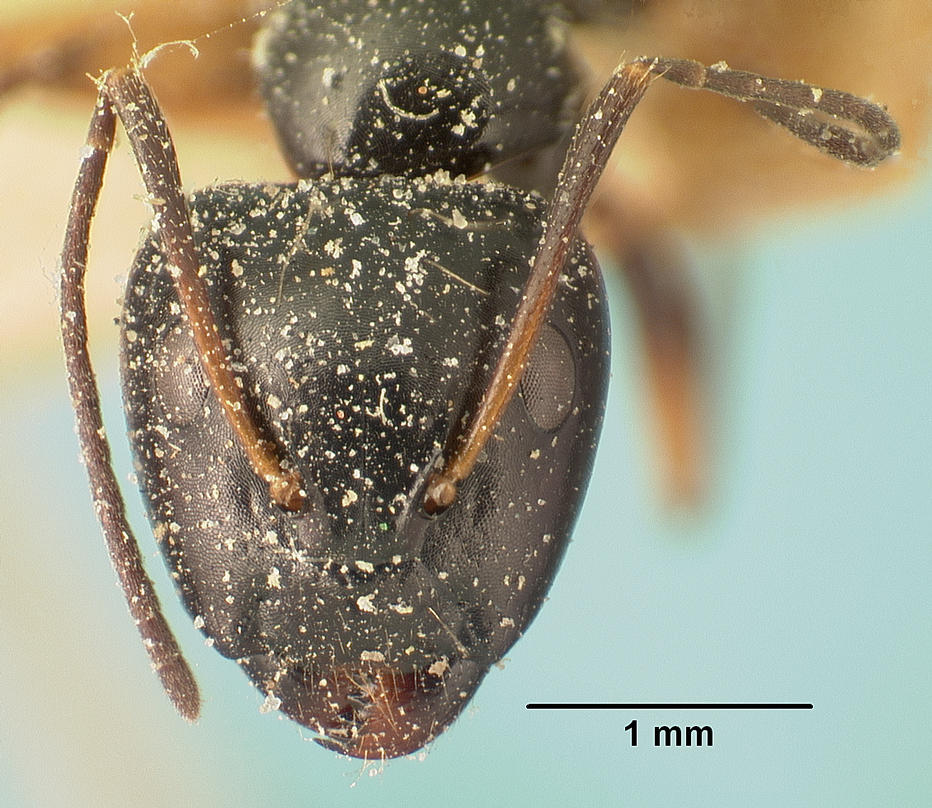
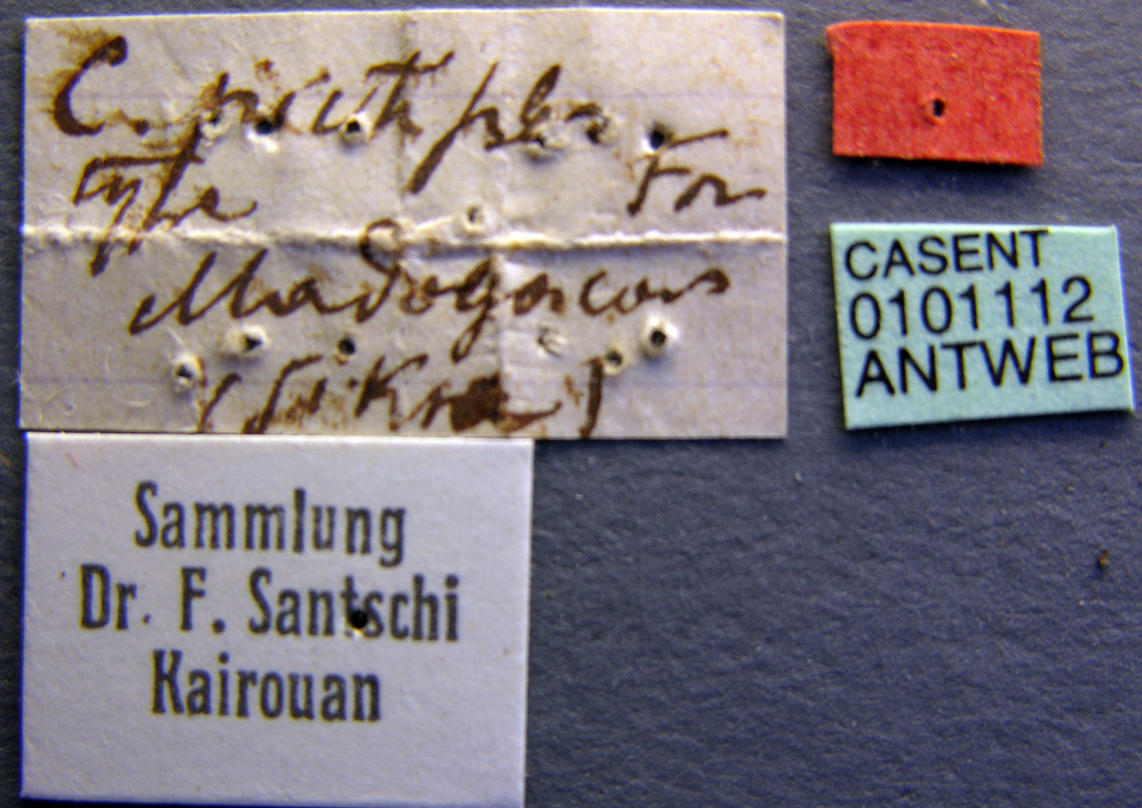
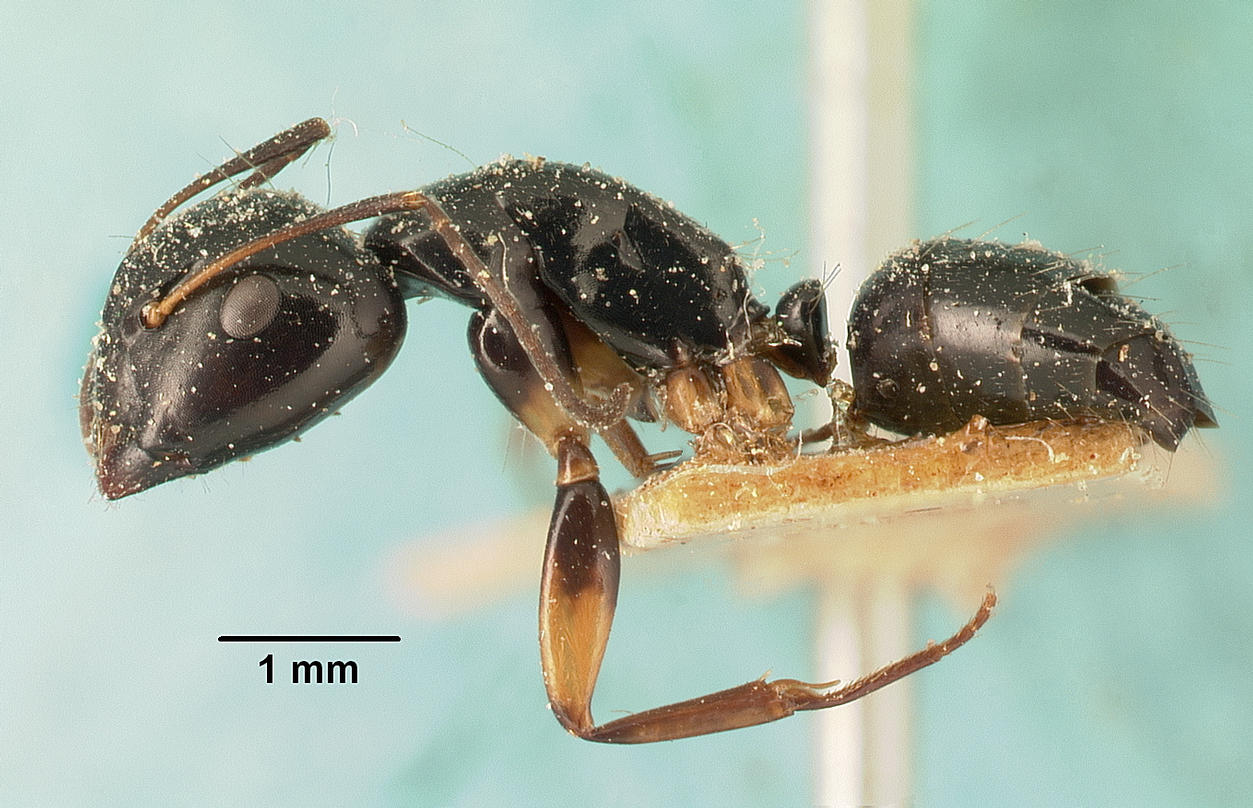
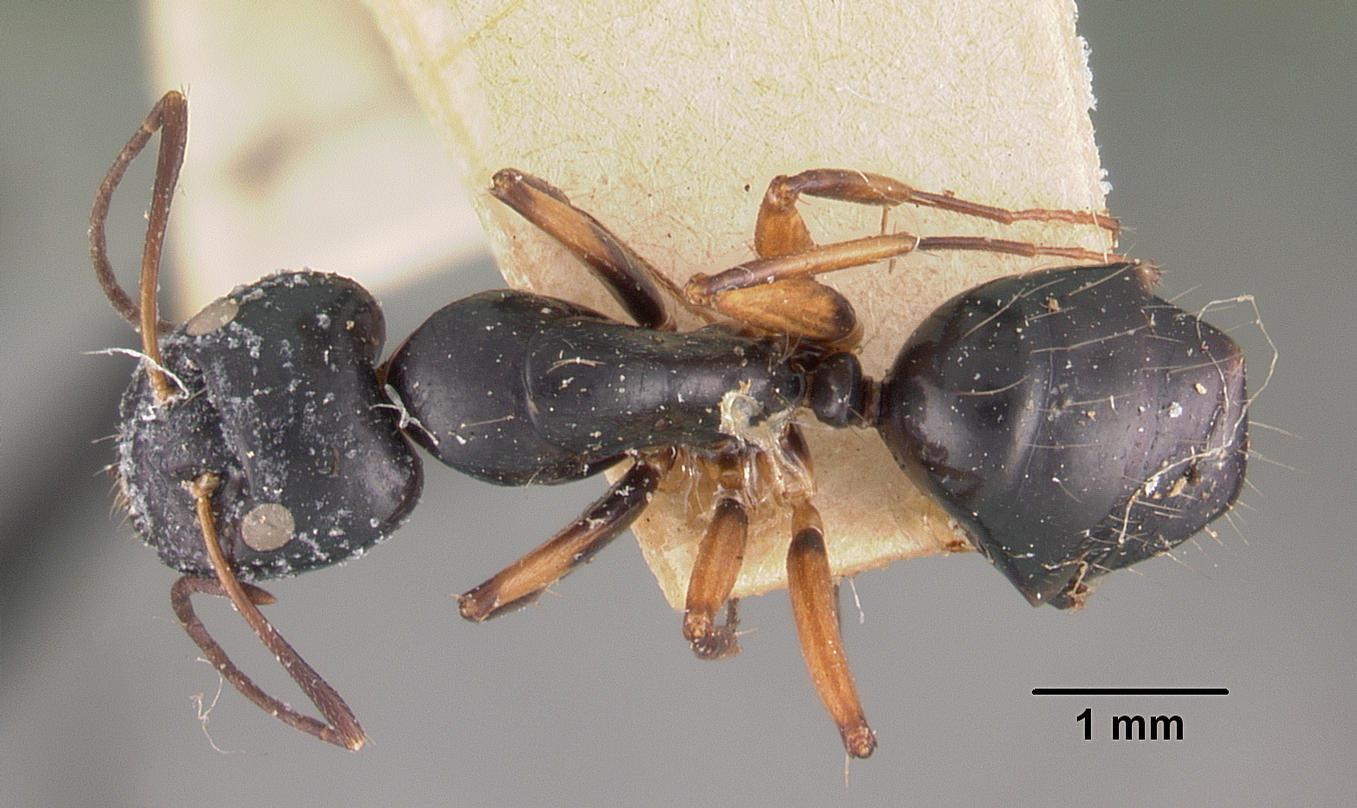
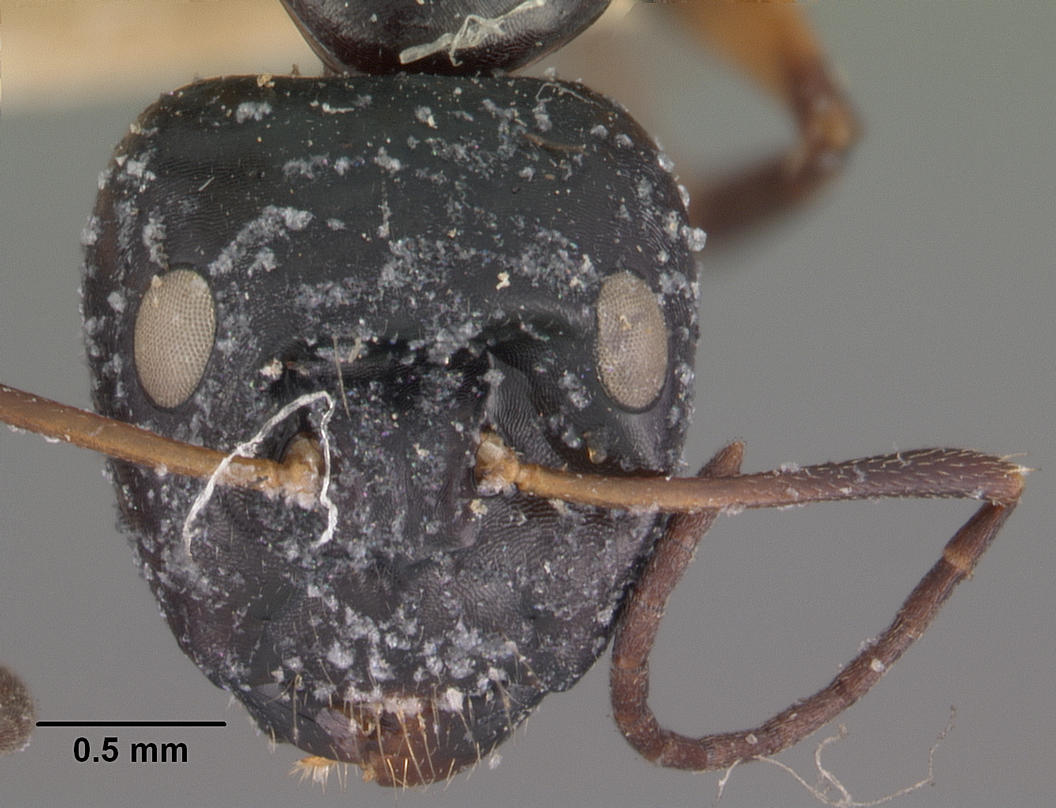